# Генрі Вінкельман
Генрі Герард Вінкельман (нідерланд. Henri Gerard Winkelman; 17 серпня 1876, Маастрихт — 27 грудня 1952, Сустерберг, Нідерланди) — нідерландський воєначальник, генерал, на початку Другої світової війни — головнокомандувач нідерландської армії. 14 травня 1940 року підписав капітуляцію нідерландських військ у метрополії.

## Біографія
У 1892 році закінчив Королівську військову академію у Бреді. Спочатку збирався служити в колоніальних військах, але в 1894 році перейшов у піхоту. З 1896 року — лейтенант. У 1905 році закінчив Військову академію в Гаазі, після чого вступив на службу до Військового міністерства. Із 1913 року — капітан, із 1923 року — майор, із 1931 року — генерал-майор.
Із 1931 року — командир 4-ї піхотної дивізії нідерландської армії. Із 1934 року — генерал-лейтенант, в тому ж році вийшов у відставку.

### Друга світова війна
Із початком Другої світової війни нідерландські збройні сили були приведені в бойову готовність. Головнокомандувачем нідерландської армії був призначається генерал Ісаак Рейндерс, але 5 лютого 1940 року він був знятий з посади через конфлікт з військовим міністром Адріаном Дейксхорном. 6 лютого 1940 року новим головнокомандувачем був призначений Вінкельман, якого повернули з відставки і присвоїли звання генерала.
Вінкельман активно займався підготовкою нідерландської армії до відбиття можливого вторгнення нацистської Німеччини. До початку бойових дій Нідерланди змогли зібрати 280 тисяч вояків, але в них майже не було авіації, зенітної артилерії і танків.
10 травня 1940 року нацистська Німеччина розпочала вторгнення до Нідерландів, Бельгії, Люксембургу та Франції. Вінкельман намагався організувати оборону опираючись на мережу численних каналів і на рельєф місцевості. Нідерландські війська чинили опір, але вже 13 травня їхня оборона була прорвана по всьому фронту. Королева Вільгельміна та її уряд виїхали до Великої Британії, а Вінкельман отримав всі владні повноваження для керівництва Нідерландами в умовах війни. 14 травня 1940 року німецька авіація знищила Роттердам. Після цього Вінкельман, бажаючи щоб інші міста Нідерландів уникнули долі Роттердама, погодився на переговори з німецьким командуванням про капітуляцію.
Увечері 14 травня 1940 року Вінкельман підписав акт про капітуляцію нідерландських військ у метрополії, в той же час дія капітуляції не поширювалася на нідерландські колонії. Після підписання капітуляції Вінкельман був інтернований і до кінця війни перебував у німецькому полоні.

### Після війни
Після капітуляції Німеччини Вінкельман повернувся до Нідерландів. 1 жовтня 1945 року він був нагороджений військовим орденом Вільгельма, найвищою військовою відзнакою Нідерландів. Жив у Сустерберзі, де помер і був похований.